# هايديل
هايديل (يوتا) (بالإنجليزية: Hildale, Utah)‏ هي مدينة تقع في الولايات المتحدة في مقاطعة واشنطن، يوتا. يقدر عدد سكانها بـ 2,921 نسمة ومساحتها 7.6 كم2 وترتفع عن سطح البحر 1,539 متر.
حسب آخر إحصاء للسكان في الولايات المتحدة (عام 2010)، قال 20 في المائة من الأميركيين إن جدودهم بريطانيون (إنجلترا، اسكوتلندا، ويلز). وطبعا، أغلبية الآباء المؤسسين، والرؤساء الأميركيين بعدهم، بريطانيو الأصل (مثل: جورج واشنطن، توماس جفرسون، جيمس ماديسون... حتى بوش الابن. والدة أوباما من آيرلندا).
وحسب هذا الإحصاء السكاني، قال 67 في المائة من سكان هليديل (ولاية يوتا) إن أصولهم بريطانية. هذه مدينة صغيرة جدا، لا يزيد عدد سكانها عن ألفي شخص. ومن المفارقات أنها، كلها تقريبا، تدين بدين الكنيسة المرمونية اليمينية. وربما سبب ارتفاع هذه النسبة هو عادة التزاوج العائلي وسط المرمون. وأيضا، تعدد الزواج. بل يمكن اعتبارها عاصمة تعدد الزوجات في الولايات المتحدة (يمنع القانون الأميركي تعدد الزوجات. لكن، بسبب نقاط قانونية فنية، يقدر بعض الرجال على ذلك). الذي يزور المدينة، لا بد أن يلاحظ غياب سود، أو سمر، أو صفر. 99 في المائة من السكان بيض (12 لاتينيا، وأسود، يعملون في مطاعم المدينة). ورغم كل شيء، يقول السكان بأن مطعم «هايد بارك» فيه أحسن «فيش إند تشيبس» (سمك وبطاطس) في كل الولايات المتحدة.

## التركيبة السكانية
حدّد مكتب تعداد الولايات المتحدة بيانات التركيبة السكانية لهايديل في تعداد الولايات المتحدة. في ما يلي، التركيبة السكانية حسب تعدادي 2000 و2010.

### تعداد عام 2000
بلغ عدد سكان هايديل 1,895 نسمة بحسب تعداد عام 2000، وبلغ عدد الأسر 232 أسرة وعدد العائلات 216 عائلة مقيمة في المدينة. في حين سجلت الكثافة السكانية 130.6 نسمة لكل كيلومتر مربع (338.3/ميل2). وبلغ عدد الوحدات السكنية 243 وحدة بمتوسط كثافة قدره 16.7 لكل كيلومتر مربع (43.3/ميل2).
وتوزع التركيب العرقي للمدينة بنسبة 96.41% من البيض و0.21% من الأمريكيين الأفارقة و0.47% من الأمريكيين الأصليين و0.63% من الأمريكيين ذوي الأصول الآسيوية و0.63% من سكان جزر المحيط الهادئ و0.84% من الأعراق الأخرى و0.79% من عرقين مختلطين أو أكثر و1% من الهسبانيون أو اللاتينيون من أي عرق.
بلغ عدد الأسر 232 أسرة كانت نسبة 81.5% منها لديها أطفال تحت سن الثامنة عشر تعيش معهم، وبلغت نسبة الأزواج القاطنين مع بعضهم البعض 82.3% من أصل المجموع الكلي للأسر، ونسبة 8.6% من الأسر كان لديها معيلات من الإناث دون وجود شريك،  بينما كانت نسبة 2.2% من الأسر لديها معيلون من الذكور دون وجود شريكة وكانت نسبة 6.9% من غير العائلات. تألفت نسبة 6% من أصل جميع الأسر من عدة أفراد يعيشون في نفس المنزل ونسبة 4.3% كانت تتألف من شخص يعيش بمفرده يبلغ من العمر 65 عاماً أو أكثر. وبلغ متوسط حجم الأسرة المعيشية 8.17، أما متوسط حجم العائلات فبلغ 8.10.
بلغ العمر الوسطي للسكان 13.1 عاماً. وكانت نسبة 63.6% من القاطنين تحت سن الثامنة عشر، وكانت نسبة 8.8% بين الثامنة عشر والرابعة والعشرين عاماً، ونسبة 18.4% كانت واقعةً في الفئة العمرية ما بين الخامسة والعشرين والرابعة والأربعين عاماً، ونسبة 6.3% كانت ما بين الخامسة والأربعين والرابعة والستين، ونسبة 2.8% كانت ضمن فئة الخامسة والستين عاماً فما فوق. يوجد لكل 100 أنثى 96.2 ذكر، ويوجد لكل 100 أنثى في الثامنة عشر من عمرها فما فوق 75.8 ذكر.
بلغ متوسط دخل الأسرة في المدينة 32,679 دولارًا، أما متوسط دخل العائلة فبلغ 31,750 دولارًا. وكان متوسط دخل الذكور 25,170 دولارًا مقابل 16,071 دولارًا للإناث. وسجل دخل الفرد الخاص بالمدينة 4,782 دولارًا. وكانت نسبة 37% من العائلات ونسبة 41.2% من السكان تحت خط الفقر، وكان من هؤلاء نسبة 42.7% تحت سن الثامنة عشر ونسبة 31.8% في الخامسة والستين من العمر وما فوق.

### تعداد عام 2010
بلغ عدد سكان هايديل 2,726 نسمة بحسب تعداد عام 2010، وبلغ عدد الأسر 262 أسرة وعدد العائلات 249 عائلة مقيمة في المدينة. في حين سجلت الكثافة السكانية 187.9 نسمة لكل كيلومتر مربع (486.7/ميل2). وبلغ عدد الوحدات السكنية 285 وحدة بمتوسط كثافة قدره 19.6 لكل كيلومتر مربع (50.8/ميل2).
وتوزع التركيب العرقي للمدينة بنسبة 99.23% من البيض و0.04% من الأمريكيين الأفارقة و0.07% من الأمريكيين الأصليين و0.04% من سكان جزر المحيط الهادئ و0.37% من الأعراق الأخرى و0.26% من عرقين مختلطين أو أكثر و0.44% من الهسبانيون أو اللاتينيون من أي عرق.
بلغ عدد الأسر 262 أسرة كانت نسبة 87.8% منها لديها أطفال تحت سن الثامنة عشر تعيش معهم، وبلغت نسبة الأزواج القاطنين مع بعضهم البعض 72.9% من أصل المجموع الكلي للأسر، ونسبة 17.2% من الأسر كان لديها معيلات من الإناث دون وجود شريك،  بينما كانت نسبة 5% من الأسر لديها معيلون من الذكور دون وجود شريكة وكانت نسبة 5% من غير العائلات. تألفت نسبة 5% من أصل جميع الأسر من عدة أفراد يعيشون في نفس المنزل ونسبة 1.1% كانت تتألف من شخص يعيش بمفرده يبلغ من العمر 65 عاماً أو أكثر. وبلغ متوسط حجم الأسرة المعيشية 10.40، أما متوسط حجم العائلات فبلغ 10.22.
بلغ العمر الوسطي للسكان 12.7 عاماً. وكانت نسبة 65.2% من القاطنين تحت سن الثامنة عشر، وكانت نسبة 10.3% بين الثامنة عشر والرابعة والعشرين عاماً، ونسبة 16.2% كانت واقعةً في الفئة العمرية ما بين الخامسة والعشرين والرابعة والأربعين عاماً، ونسبة 6.5% كانت ما بين الخامسة والأربعين والرابعة والستين، ونسبة 1.8% كانت ضمن فئة الخامسة والستين عاماً فما فوق. وتوزع التركيب الجنسي للسكان بنسبة 48.2% ذكور و51.8% إناث.

## أعلام
- كارولين جيسوب